# Червленна-Узлова
Червленна-Узлова (рос. Червлённая-Узловая) — станиця у Шелковському районі Чечні Російської Федерації.
Населення становить 1387 осіб (2019). Входить до складу муніципального утворення Червленно-Узловське сільське поселення.

## Історія
Згідно із законом від 14 липня 2008 року органом місцевого самоврядування є Червленно-Узловське сільське поселення.

## Населення
| 1926  | 1990  | 2002  | 2010  | 2012  | 2013  | 2014  |
| ----- | ----- | ----- | ----- | ----- | ----- | ----- |
| 137   | ↗958  | ↗1328 | ↘1244 | ↗1288 | ↗1310 | ↗1318 |
| 2015  | 2016  | 2017  | 2018  | 2019  |       |       |
| ↗1342 | ↗1363 | ↗1398 | ↗1405 | ↘1387 |       |       |